# Шпір Михайло Федорович
Михайло Федорович Шпір (нар.. 16 серпня 1986, Чернівці, УРСР, СРСР) — проросійський пропагандист та журналіст, блогер, політолог.
22 вересня 2022 року тимчасова окупаційна російська влада Херсонської області призначила його заступником так званого Міністра цифрового розвитку та масових комунікацій.
З 2017 року є фігурантом сайту центру «Миротворець» за розпалювання міжнаціональної ворожнечі.

## Життєпис
У 2008 році закінчив юридичний факультет Прикарпатського національного університету ім. Стефаника . У 2014 році закінчив аспірантуру Київського національного економічного університету. З 2009 року працював редактором російського видання «Сноб» та українського часопису «Золота каста». 17 травня 2010 року заснував керуючу компанію «Система», яка надавала послуги брендингу, просування, дизайну та реклами. На виборах до Верховної Ради України у 2019 році балотувався в народні депутати від ОПЗЖ.
З весни 2021 року працював у Москві. З 1 липня 2022 року окупаційна влада РФ у Херсонській області призначила його заступником директора Департаменту цифрового розвитку та масових комунікацій Військово-цивільної адміністрації Херсонської області, а 22 вересня — заступником «міністра цифрового розвитку та масових комунікацій» області.

## Розслідування
Стверджував, що отримував погрози від правих радикалів і що група українських націоналістів напала на нього в київському ресторані. 25 серпня 2020 року він спровокував бійку в Львові.
6 вересня 2020 року він втік з України, щоб отримати політичний притулок. СБУ оголосила його в розшук за звинуваченням у вчиненні кількох статей Кримінального кодексу України. 18 березня 2021 року силовики провели обшуки за місцем його проживання в Україні. Наприкінці травня 2021 року його неодноразово викликали на допит до Офісу Генерального прокурора.
18 березня 2021 року силовики провели обшуки в квартирі Шпіра в Києві, будинку його батьків в Івано-Франківську та за місцем проживання його дівчини. Вилучили техніку, гроші та все, що було схоже на символіку комуністичного руху.
2021 року СБУ оголосила Шпіру підозру в посяганні на цілісність України.
7 червня 2023 року заочно засуджений райсудом Івано-Франківська до 10 років позбавлення волі з конфіскацією майна. Йому інкримінується підтримка з 2016 року агресивної політики військово-політичного керівництва росії та виправдовування тимчасової окупації України. Також він закликав до фізичної розправи над українськими військовими й дискредитував одну з релігійних конфесій у державі. Строк відбуття покарання обчислюватиметься з моменту його фактичного затримання.

### Державна зрада
У квітні 2024 року СБУ повідомила Шпіру підозру у державній зраді.